# Marcel Coraș
Marcel Coraș est un ancien footballeur international roumain, né le 14 mai 1959 à Arad en Roumanie. Il évoluait au poste d'attaquant.

## Biographie
Marcel Coraș est international roumain à 36 reprises pour 6 buts. 
Il dispute l'Euro 1984, en France. Il marque un but à la 46e minute contre la RFA, mais cela ne permet pas à la Roumanie de gagner le match (1-2). La sélection roumaine se fait sortir dès le premier tour de la compétition, terminant dernière du groupe composé de la RFA, de l'Espagne et du Portugal.
En club, Marcel Coraș joue dans de nombreuses équipes roumaines (UT Arad, Sportul Studențesc ...) et réalise deux expériences à l'étranger : à Aurillac, en France, et au Panionios Athènes, en Grèce.
Marcel Coraș termine meilleur buteur du championnat de Roumanie en 1984, inscrivant 20 buts.

## Clubs
- 1977-1979 :  UT Arad
- 1979-1981 :  Politehnica Iași
- 1981-1983 :  UT Arad
- 1983-1988 :  Sportul Studențesc
- 1988-1990 :  Victoria Bucarest
- 1990 :  Sportul Studențesc
- 1990-1991 :  Panionios Athènes
- 1991-1992 :  Sportul Studențesc
- 1992-1993 :  Aurillac FCA
- 1993-1994 :  Universitatea Cluj-Napoca
- 1994-1995 :  UT Arad

## Palmarès

### Club
Sportul Studențesc
- Vice-Champion de Roumanie en 1986.

Distinctions personnelles
- Meilleur buteur du Championnat de Roumanie en 1984.
- Soulier d'argent européen en 1989.